# Майкоор
Майкоор (индон. Pulau Maikoor) — один из островов архипелага Ару. В административном отношении входит в состав индонезийской провинции Малуку.
Расположен в Арафурском море, к юго-западу от острова Коброор и к северо-востоку от острова Транган. Площадь острова составляет 397,6 км²; длина береговой линии — 160,8 км.